# Baudouin (évêque d'Évreux)
Pour les articles homonymes, voir Baudouin.
Baudouin (Balduinus) est un évêque d'Évreux.

## Biographie
Chapelain de Guillaume le Conquérant, il assiste probablement à la dédicace en 1063 de la cathédrale de Rouen. Il succède à Guillaume Flaitel à l'évêché d'Évreux en 1066 mais n'occupera le siège que quatre ans. Il est le premier des évêques choisi par Guillaume le Conquérant parmi ses hommes de confiance.
Il assiste à la dédicace du couvent des Vierges de Caen en 1066 et de l'abbatiale de Jumièges le 1er juin 1067. Il souscrit également au rétablissement du prieuré de Montaure.
La cathédrale d'Évreux, reconstruite par Rollon, est restaurée ou reconstruite sous sa direction.
Il meurt en 1070, le 23 décembre selon la nécrologie de Saint-Leufroy.